# Das Beil von Wandsbek (1982)
Das Beil von Wandsbek ist ein deutscher Fernsehfilm aus dem Jahr 1982. Das Filmdrama von Horst Königstein und Heinrich Breloer basiert auf dem gleichnamigen Roman von Arnold Zweig. Es handelt sich um eine Mischung aus Fernsehspiel, zeitgenössischen Dokumentaraufnahmen und Interviews mit Zeitzeugen.

## Handlung
Hamburg 1934. Adolf Hitler wird in der Stadt erwartet, aber vorher gilt es noch einen „Makel“ zu beseitigen: Vier zum Tode verurteilte Kommunisten sind noch nicht hingerichtet. In der Stadt fehlt aber gerade ein Henker. Der erfolgreiche Reeder und SS-Standartenführer Footh erhofft sich mit der Lösung des Problems die Gunst eines ranghöheren Nazi-Funktionärs. Da kommt es ihm gelegen, dass sein alter Kamerad aus dem Ersten Weltkrieg, der Schlachtermeister Teetjen aus Wandsbek, ihn um finanzielle Hilfe ersucht für eine Modernisierung seiner Metzgerei.
Footh bietet Teetjen 2000 Mark an, wenn er die Aufgabe des Scharfrichters übernimmt. Nach einer Nacht Bedenkzeit willigt Teetjen ein mit der Bedingung, dass seine Tat geheim bleibt. Er waltet seines Amtes, doch der Zufall will es, dass sich Tat und Täter herumsprechen. Die Kunden aus seinem Bezirk reagieren angewidert und bleiben seinem Laden nun zunehmend fern. Footh ignoriert ein weiteres Hilfeersuchen und wendet sich von Teetjen ab. Die finanzielle Not wird nun noch größer als zuvor. Eine kurzfristige Unterstützung seiner Kameraden der SA kommt zu spät, seine Frau Stine erhängt sich, woraufhin sich Teetjen erschießt.

## Hintergrund
Die Romanhandlung ist eingebettet in eine ausführliche Dokumentation des historischen Hintergrunds (Altonaer Blutsonntag, Arisierung der jüdischen Reedereien u. a.). Die Filmmacher montieren historische Bild- und Tondokumente, Interviews mit Zeitzeugen und Recherchen an den Schauplätzen in Altona und Hamburg. Adam Zweig, Sohn des Schriftstellers Arnold Zweig, berichtet vom Entstehen des Romans im Exil, Ende der 1930er Jahre in Palästina.
1951 gab es bereits eine DEFA-Verfilmung des Romans durch Falk Harnack mit Erwin Geschonneck, die lange Zeit in der DDR nicht aufgeführt wurde.
Für Horst Königsteins und Heinrich Breloers Film wurden Interviews unter anderem mit Teilnehmern des Altonaer Blutsonntags, mit Freunden des hingerichteten Bruno Tesch, mit einem Schlachter und seinen Kunden, mit dem Fotografen Erich Andres, dem Reeder Erik Blumenfeld, Albert Speer und Adam Zweig, Arnold Zweigs Sohn, geführt.

## Auszeichnungen
Für die Verfilmung erhielten Heinrich Breloer und Horst Königstein den Sonderpreis des Kultusministers von Nordrhein-Westfalen 1983 (im Rahmen des Adolf-Grimme-Preises) und den Preis für die „beste Idee, Buch und Regie“ einer europäischen Fernsehproduktion auf dem italienischen Festival „teleincontro“ im Mai 1983.

## Kritiken
„Der Film regt nicht nur zur Lektüre des Zweig-Romanes an, sondern erhellt auch die geschichtlichen Umstände des allmählichen Übergangs von Weimarer Republik in den NS-Staat.“